# Університет Досіся
Університе́т До́сіся　(яп. 同志社大学, どうししゃだいがく; англ. Doshisha University) — вищий навчальний заклад в Японії, приватний університет. Штаб-квартира розташована в районі Каміґьо міста Кіото префектури Кіото. Заснований 1920 року.

## Короткі відомості
Університет Досіся походить від школи вивчення англійської мови Досіся (дослівно: «Товариство однодумців»), заснованої японським стажером в США Ніїдзімою Дзьо, американським християнським місіонером Джеромом Девісом та кіотським урядовцем Ямамото Какаку. Прототиом для цієї школи був протестантський Амгертський коледж штату Массачусетс.
1904 року школа Досіся отримала статус училища, а 1920 року, після видання указу про університети, здобула статус університету. В ньому було відкрито підготовчий, юридичний та гуманітарний факультети, а також аспірантуру. 
1948 року університет Досіся було реорганізовано. Станом на 2008 рік у ньому діяли такі факультети: богословський, гуманітарний, соціологічний, юридичний, економічний, торговельний, політологічний, культурно-інформаційний, фізичний, біологічний, спортивно-медичний. Підготовка магістрів та аспірантів здійснювалася за спеціальностями: богослов'я, гуманітарні науки, соціологія, юриспруденція, економіка, торгівля, бізнес, інженерна справа, американські студії, політологія, право, біологія. При університеті Досіся працюють Інститут гуманітарних наук, Фізико-інженерний інститут, Інститут дослідження Америки. Більшість предметів викладаються англійською мовою.